# 革命女性
『革命女性（レヴォリュショナリ・ウーマン）』（レヴォリュショナリ・ウーマン）は、大江健三郎による戯曲シナリオ草稿。1986年12月から1987年6月まで季刊誌「へるめす」（岩波書店）に三回にわたって連載された。原稿用紙200枚分。
講談社文芸文庫『「最後の小説」』(1994年12月刊行、単行本は1988年5月刊行)の最終章に収録された。

## あらすじ
かつて革命集団のリーダーで、組織の人間を「総括」と称して殺害して死刑判決を受け獄中にいた女性「娘」は、ヨーロッパでハイジャックを行った仲間からの要求で釈放され、仲間のもとへ護送される道中、アンカレッジ空港に寄っている。かつての組織の仲間で子供時代に便所の整備を押しつけられていた「河馬の勇士」と彼の妻で姉を「娘」に総括された「ほそみ」や、実業家夫妻とそこで出会う。「灰色服の男」という公安警察官も「娘」から付かず離れずの位置に待機している。ハイジャックが失敗したことを告げる「世界の青春」なる集団が「河馬の勇士」夫妻、実業家夫妻、「灰色服の男」らを人質に空港の一角に籠城することを提案し、「娘」とそれを実行に移す。通りがかりのマスコミ三人組はスクープのチャンスとばかりにこの騒動に接近する。「世界の青春」が「娘」と同じ派のマルクス主義者ではなく単なるアナーキストにすぎないことが発覚したあたりから運命の歯車が狂い始め・・・

## 著者自身による解説
序文で、この草稿は「演劇的想像力の方へ」というタイトルの脚本草稿シリーズ連載企画の第一弾であったが、結局「へるめす」誌上にこの趣向の作品は本作一編しか掲載されなかったと明かされる（ちなみに、この次に連載された大江作品は小説『キルプの軍団』）。また、本作は特定の製作プロジェクトのために書かれたわけではないし、舞台脚本か映画脚本かも未決定であるとも。

## 作中に出てくる実在事象の固有名詞
- シーラ・フガード
- バルザック
- 宮沢賢治
- ナム・ジュン・パイク
- ヴァルター・ベンヤミン
- ゲルショム・ショーレム
- 白鯨
- 河馬に噛まれる

## 評価
尾崎真理子は、本作が「人生の親戚」「もうひとり和泉式部が生まれた日」などと並んで、個性的で積極的な女性キャラクターが登場するにもかかわらずロマンティックなドラマ展開が無い点が女性読者を不思議がらせる、典型的な大江作品であるとしている。
TVジャーナリストの山登義明は、「ヴィデオに映っているかぎりのことは、あれは本当にあったことでした。国家もね、それを無かったことにはできないでしょうよ」というラストの台詞に勇気づけられたと書いた。

## 実演
2019年に、羽鳥嘉郎の演出、立教大学現代心理学部映像身体学科の羽鳥ゼミの学生たちの制作および出演で、上演された。